# کوین آلوارس (بازیکن فوتبال، زاده ۱۹۹۶)
کوین آلوارس (اسپانیایی: Kevin Álvarez‎؛ زادهٔ ۳ اوت ۱۹۹۶) بازیکن فوتبال اهل هندوراس است.
از باشگاه‌هایی که در آن بازی کرده است می‌توان به باشگاه فوتبال دپورتیوو المپیا و باشگاه فوتبال نورشوپینگ اشاره کرد.
وی همچنین در تیم‌های ملی فوتبال زیر ۲۰ سال هندوراس و هندوراس بازی کرده است.